# Arnold Vosloo

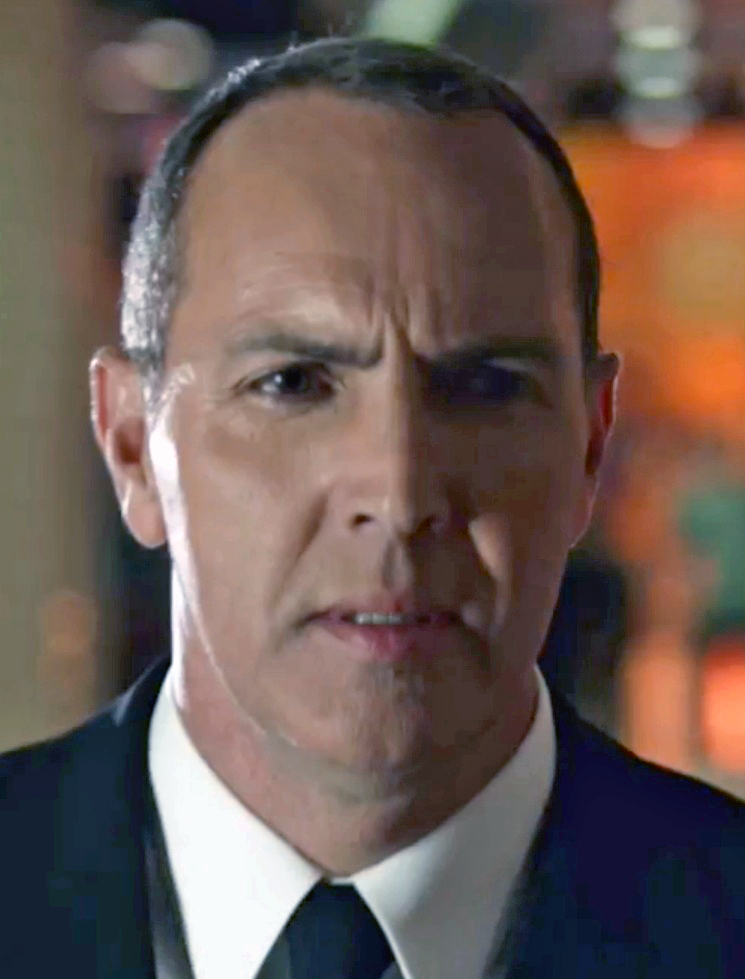
Arnold Vosloo (2009)

Arnold Vosloo (* 16. Juni 1962 in Pretoria) ist ein südafrikanisch-US-amerikanischer Schauspieler. Seine berühmteste Rolle ist die Titelrolle in Die Mumie (1999) und der Fortsetzung Die Mumie kehrt zurück (2001).

## Leben
Seine Karriere startete er am Theater in Südafrika, wo er mehrere Auszeichnungen bekam, unter anderem für seine Rolle als Hamlet, wodurch er schnell zur Stammbesetzung des südafrikanischen Staatstheaters gehörte. 1984 wechselte er in die Filmbranche.
1988 bekam Vosloo die US-amerikanische Staatsbürgerschaft und heiratete seine Schauspielkollegin Nancy Mulford. Die Ehe hielt drei Jahre.
Seine erste Rolle als US-Amerikaner spielte er im Film 1492 – Die Eroberung des Paradieses in der Rolle des „Guevara“. Später war er in den Direct-to-Video-Produktionen Darkman II – Durants Rückkehr und Darkman III – Das Experiment als Nachfolger von Liam Neeson zu sehen, der im ersten Teil der Darkman-Trilogie die Titelrolle spielte.
Größere Bekanntheit erlangte er durch die Rolle des altägyptischen Priesters Imhotep in Die Mumie und Die Mumie kehrt zurück. In einer Nebenrolle ist er im Spionagefilm Agent Cody Banks (2003) zu sehen. 2006 spielte Vosloo die Nebenrolle des südafrikanischen Söldners Colonel Coetzee in dem Film Blood Diamond.
Neben seiner Filmkarriere hatte Vosloo auch Gastauftritte in verschiedenen Serien, unter anderen Charmed, Alias, Shark, sowie eine größere Rolle in der vierten Staffel von 24, in der er einen Terroristen spielt. Außerdem lieh er dem Helden des PC-Spiels Boiling Point: Road to Hell sein Aussehen und seine Stimme.

## Filmografie (Auswahl)
- 1985: Morenga
- 1987: Steel Dawn – Die Fährte des Siegers (Steel Dawn)
- 1987: Gor
- 1992: 1492 – Die Eroberung des Paradieses (1492: Conquest of Paradise)
- 1993: Harte Ziele (Hard Target)
- 1994: Darkman II – Durants Rückkehr (Darkman II – The Return of Durant)
- 1995: American Gothic – Prinz der Finsternis (American Gothic, Fernsehserie, Folge 1x02)
- 1996: Nash Bridges (Fernsehserie, Folge 1x01)
- 1996: Darkman III – Das Experiment (Darkman III – Die Darkman Die)
- 1997: Zeus & Roxanne – Eine tierische Freundschaft (Zeus and Roxanne)
- 1999: Die Mumie (The Mummy)
- 1998: Progeny – Höllenbrut (Progeny)
- 2000: Charmed – Zauberhafte Hexen (Charmed, Fernsehserie, Folge 2x16)
- 2001: Die Mumie kehrt zurück (The Mummy Returns)
- 2001: Special Unit AT 13 – Wettlauf mit dem Tod (The Red Phone: Manhunt)
- 2002: Endangered Species – Gejagt (Endangered Species)
- 2002: Global Effect – Am Rande der Vernichtung (Global Effect)
- 2002: Con Express
- 2003: Agent Cody Banks
- 2003: Veritas: The Quest
- 2004: Angst über Amerika (Meltdown)
- 2005: 24 (Fernsehserie, 17 Folgen)
- 2006: Blood Diamond
- 2006: Lasko – Im Auftrag des Vatikans
- 2007: Living & Dying
- 2008: Fire & Ice: The Dragon Chronicles
- 2008: Der Sieg des Odysseus (Odysseus & the Isle of Mists)
- 2009: Chuck (Fernsehserie, 3 Folgen)
- 2009: G.I. Joe – Geheimauftrag Cobra (G.I. Joe: The Rise of Cobra)
- 2009–2010: Navy CIS (NCIS, Fernsehserie, 3 Folgen)
- 2010: Psych (Folge 4x12)
- 2011: Bones – Die Knochenjägerin (Bones, Fernsehserie, 3 Folgen)
- 2013: Elementary (Fernsehserie, Folge 1x24)
- 2013: G.I. Joe – Die Abrechnung (G.I. Joe: Retaliation)
- 2013: Odd Thomas
- 2014: Crisis (Fernsehserie, 2 Folgen)
- 2015: Grimm (Fernsehserie, Folge 4x12)
- 2015: Shark Killer
- 2016: Criminal Minds: Beyond Borders (Fernsehserie, Folge 1x11)
- 2017: Bosch (Fernsehserie, 9 Folgen)
- 2019: Tom Clancy’s Jack Ryan (Fernsehserie, 5 Folgen)
- 2019: The Blacklist (Fernsehserie, Folge 6x8)
- 2022: Silverton Siege
- 2022: Ludik (Fernsehserie, 6 Folgen)